# Slimnic
Slimnic é uma comuna romena localizada no distrito de Sibiu, na região histórica da Transilvânia. A comuna possui uma área de 24.45 km² e sua população era de 3656 habitantes segundo o censo de 2007.